# Roberto Zanetti (politico)
Roberto Zanetti (Soletta, 14 dicembre 1954) è un politico svizzero, aderente al Partito Socialista Svizzero.

## Biografia
Zanetti, originario di Poschiavo, è cresciuto a Gerlafingen. È iscritto al Partito socialista dal 1972, in seguito ad una votazione sul divieto di esportazioni di armi.
Dal 1990 al 2000, Zanetti è stato sindaco di Gerlafingen, dove nel 1996 ha svolto una vincente campagna per la conservazione delle acciaierie.
Nel 1993 ha avuto il suo primo seggio nel Consiglio cantonale di Solothurn, ruolo che ha ricoperto fino al 1999. Nelle elezioni dello stesso anno, è stato eletto al Consiglio nazionale, dove ha prestato servizio fino al 2003.
Nelle elezioni del 2005, dopo le dimissioni della giunta per presunte irregolarità nella gestione dei fondi di un'associazione benefica, il governo Zanetti ha ottenuto dagli elettori la riconferma.
Dal 2006 al 2012 Zanetti è stato direttore dell'organizzazione Perspektive Region Solothurn, mentre nel 2009 è stato rieletto al Parlamento cantonale, dove è stato, dopo il precedente del 1999, nuovamente membro della Commissione finanze.
Il 24 gennaio 2010 Zanetti è stato rieletto al Consiglio nazionale per subentrare a Ernst Leuenberger (SP), in scadenza di legislatura. Nel Consiglio Zanetti è un membro della Commissione per l'economia.
Nelle elezioni generali per le due camere del parlamento svizzero del 23 ottobre 2011, Zanetti è stato rieletto in Consiglio al primo turno.